# پرینستون، آیداهو
پرینستون (به انگلیسی: Princeton) یک منطقهٔ مسکونی در ایالات متحده آمریکا است که در Latah County واقع شده‌است. پرینستون ۱۴۸ نفر جمعیت دارد و ۷۶۶٫۸۹ متر بالاتر از سطح دریا واقع شده‌است.